# Gonjače
Gonjače é uma vila localizada no município de Brda na Eslovênia. Possuía uma população estimada de 170 habitantes em 2020.